# Drepanotylus holmi
Drepanotylus holmi is een spinnensoort in de taxonomische indeling van de hangmatspinnen (Linyphiidae).
Het dier behoort tot het geslacht Drepanotylus. De wetenschappelijke naam van de soort werd voor het eerst geldig gepubliceerd in 1981 door Kirill Yuryevich Eskov.